# Toviklin
Toviklin – miasto w Beninie, w departamencie Kouffo. Położone jest około 110 km na północny zachód od stolicy kraju, Porto-Novo. W spisie ludności z 11 maja 2013 roku liczyło 21 617 mieszkańców.